# Дхармендра
Дхарам Сингх Деол (роден на 8 декември 1935 г.), известен като Дхармендра, е индийски актьор, продуцент и политик, добил популярност с работата си във филми на хинди, както и в няколко филма на панджаби. Известен като първия „Главен мъж“ на Боливуд, Дхамендра е работил в над 300 филма в кариера, продължила повече от шест десетилетия. Той е един от най-успешните актьори в историята на Боливуд. През 1997 г. получава наградата Filmfare за цялостно творчество за приноса си към хинди киното. Той е член на 15-ия Lok Sabha на Индия, представляващ избирателния район Bikaner в Раджастан от Bharatiya Janata Party (BJP). През 2012 г. е удостоен с третото най-високо гражданско отличие в Индия – Падма Бхушан – от правителството на Индия.